# Anna Fickesdotter (Bülow)
Anna Fickesdotter (Bülow), född tidigast 1444, död 1519, var en svensk författare och översättare, abbedissa i Vadstena kloster 1501–1519. Hennes ämbetstid anses vara Vadstena klosters sista guldålder före reformationen.

## Biografi
Anna Fickesdotter tillhörde den uradliga tyska släkten von Bülow från Mecklenburg, och var dotter till Ficke Bülow och Hebbla Albrektsdotter. Hon blev nunna i Vadstena 1462. Hon blev priorinna omkring 1487. Hon valdes till abbedissa den 21 februari 1501 och vigdes till ämbetet 16 januari av biskop Brynolf av Skara efter att ha bekräftats av Hemming Gadh, vald biskop i Linköping. Hon styrde klostret i 18 år. Hon bedrev en litterär verksamhet hon blev vida omtalad för och var känd för sin klokhet och bildning. Hon beskrevs som mer bildad än vad personer av hennes kön vanligen var under denna tid: "en jungfru, ädel till börd, ädlare till seder och klokhet och mycket boklärd efter sitt köns villkor". 
I mars 1503 noteras det att drottning Kristina av Sachsen närvarade vid invigningen av nunnan Gyrid. Kristina hade placerats i klostret efter att ha blivit tillfångatagen i Stockholm av Sten Sture den äldre och stannade där tills hon blev friköpt till Danmark 1504. 1506 sändes generalkonfessorn ut att visitera birgittinklostren Birgittaklostret, Tallinn och Marienbrunn i Danzig, som frågat efter fler medlemmar och, i det senare fallet, klostret anklagades för vanrykte. 1506 utbröt en svår konflikt i klostret mellan munkarna och nunnorna när de förra ville utvidga hägnaden kring sin trädgård. Munkarna upplöste då flera gårdar som tillhörde de beginer som levde på klostret men var mycket illa sedda, och som klostret redan 1412 hade förbjudits att underhålla. Samma år invigdes åtta nunnor till medlemmar på en gång. 1508 sändes flera munkar och nunnor till Nådendals kloster. 1512 rymde en munk, Olav Eriksson, från klostret.    
Hon översatte Kristi lidandes historia, Joakims liv och den heliga Elisabet av Ungerns förutsägelser. Hennes Cronicum Genealogicum trycktes av Johan Peringskiöld år 1718.